# Línea de Espira

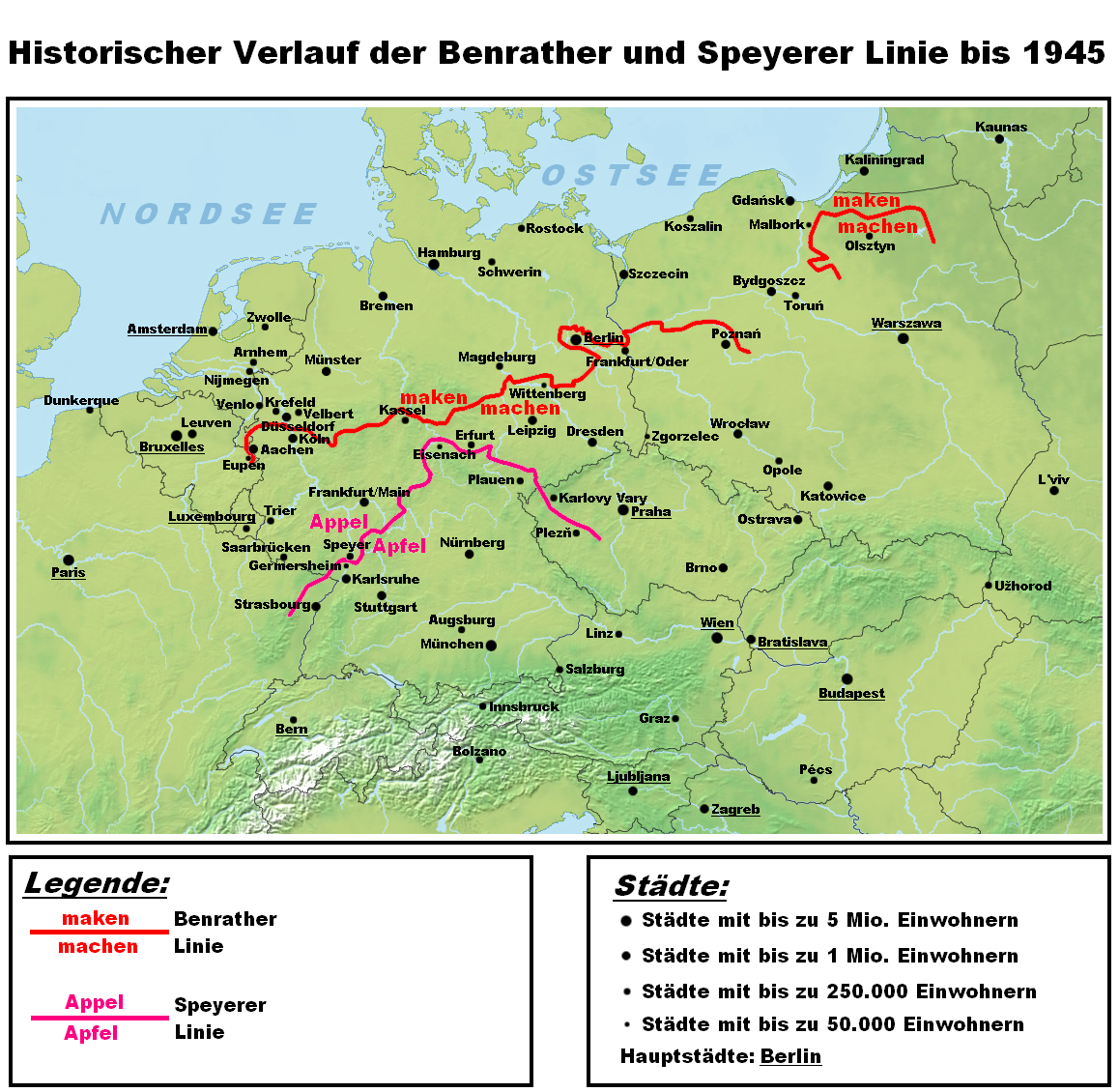
Las isoglosas principales, en rojo la de línea de Benrath (maken/machen) y en rosa la de Espira (Appel/Apfel).

En lingüística, se llama línea de Espira (al. Speyerer Linie) o línea del Meno a una isoglosa que separa los dialectos bajoalemanes y centroalemanes (al norte), los cuales han desarrollado una pausa geminada en palabras como Appel "manzana", de los dialectos del sur (alto alemán), que han desarrollado una consonante africada: Apfel, siguiendo la segunda mutación consonántica del idioma alemán.
La isoglosa discurre de este a oeste y atraviesa la ciudad de Espira (Speyer, en el estado federado de Renania-Palatinado), siguiendo el río Meno (Main), motivos por los cuales toma ese nombre. 
En Alemania la línea es bien conocida por su apelativo humorístico, Weißwurstäquator. Este nombre, que podemos traducir como "El ecuador de la salchicha bávara" (Weißwurst), se utiliza para enfatizar las diferencias culturales entre el sur (principalmente la región de Baviera) y el resto del país.